# 佛羅里達礁島群
佛羅里達礁島群（英語：Florida Keys）是一片位于美國佛羅里達州南部外海、美國本土最南端的弧形群島，由約1700座珊瑚島組成。佛羅里達礁島群從佛羅里達半島東南角、邁阿密以南15英里（24公里）處起始，群島呈現弧線向西南方向延伸，然後轉向西方，最終止於著名的西礁島（又音譯為基韋斯特），繼續向西則是無人居住的乾龜群島。這片島嶼鏈不僅在地理上分隔了大西洋與墨西哥灣，更勾勒出佛羅里達灣的天然邊界，其最南端距古巴僅约93英里（150公里），成為美國本土與加勒比海地區最近的地理連接點。
在行政區劃上，這片總面積356平方公里的群島有95%屬佛羅里達州門羅縣管轄，僅東北部少數島嶼如托頓礁劃歸邁阿密-戴德縣。作為縣治的基韋斯特雖只佔群島面積的5%，卻集中了全礁島群32%的人口，根據2020年美國人口普查數據顯示，這片海域常住人口已達82,874人，大部分居民選擇生活在少數幾個基礎設施相對完善的島嶼，而更多小島則保持著原始的自然風貌。門羅縣的行政版圖既包含佛羅里達半島大陸部分的大沼澤地國家公園區域，又統轄著從拉戈島到乾龜島國家公園的整條島鏈。基韋斯特作為群島的文化中心，當地全年和暖的熱帶氣候和濃厚的加勒比風情，使其成爲一个熱門旅游城市。
這片群島的地質構造堪稱自然奇蹟，由古老的珊瑚礁岩抬升形成的石灰岩基底，造就了星羅棋布的袖珍島嶼和複雜的水下生態系統。島嶼平均海拔僅2米，最高點不過6米，卻孕育北美洲唯一的活珊瑚礁群。這種特殊的地理環境使佛羅里達礁島群成為海洋生物學家研究的寶庫，同時也為浮潛、海釣等海上活動提供了絕佳地點。

## 主要島嶼
美國1號公路，此處稱「跨海公路」行經佛羅里達群島的居住島嶼。這些島嶼列如後文，按照的次序是從東北往西南方向。

### 上群島
- 大礁島（Key Largo）
- 農園礁島（Plantation Key）
- Windley Key
- Upper Matecumbe Key

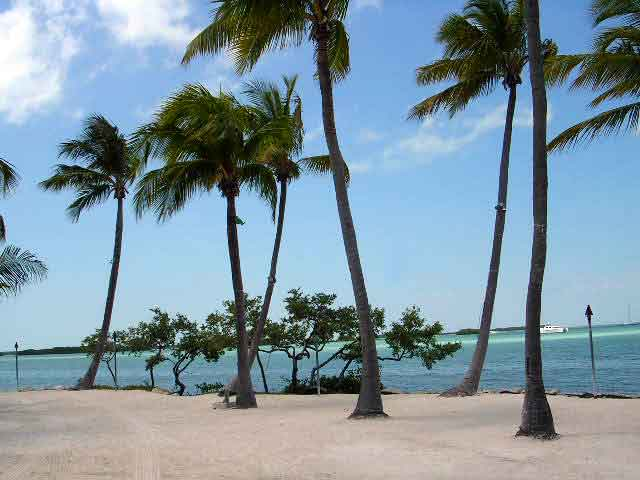
伊斯拉摩拉達（Isla morada）島上的棕櫚樹

- 下馬泰坎伯礁島（Lower Matecumbe Key）

農園礁島到下馬泰坎伯礁島合稱伊斯拉摩拉達（Isla morada），意指「島村」（佛羅里達觀光導覽解為西班牙文的「紫色之島」）。大礁島的「城中心」與塔芬尼爾則沒算入。

### 中群島
- Craig Key
- 喜慶日礁島（Fiesta Key）
- Rattlesnake Key
- 長礁島（Long Key）
- 海螺礁島（Conch Key）
- 鴨礁島（Duck Key）
- 綠茵礁島（Grassy Key）
- 鹿礁島（Deer Key）
- Key Vaca
- 馬拉松島（Marathon）
- 靴礁島（Boot Key）

### 下群島
- 巴伊亞翁達（Bahia Honda）
- West Summerland Key
- 無名礁島（No Name Key）
- 大松礁島（Big Pine Key）
- 火炬礁島（Torch Key）
- Ramrod Key
- 夏地礁島（Summerland Key）
- Cudjoe Key
- Sugarloaf Key
- Saddlebunch Keys
- Big Coppitt Key
- Boca Chica
- Key Haven
- 西礁島（Key West）

### 外圍島嶼
可以透過船隻到達。
- 比斯坎國家公園（Biscayne National Park）的群島

礁島（Transitional keys）
- Soldier礁島（Soldier Key）
- Ragged礁島（Ragged Key）
- Boca Chita礁島（Boca Chita Key）
- Sands礁島（Sands Key）

True Florida keys, exposed ancient coral reefs
- Elliott Key, Florida
- 亞當斯礁島（Adams Key）
- Reid礁島（Reid Key）
- Rubicon礁島（Rubicon Key）
- Totten礁島（Totten Key）
- Old Rhodes礁島（Old Rhodes Key）

among others
- the Marquesas Keys
- 乾龜國家公園：

- 乾龜群島（Dry Tortugas，沒有在地圖上標示）

## 歷史

### 殖民时代
佛罗里达礁岛群的人类活动史可以追溯到数百年前，最早的原住民是卡卢萨（Calusa）和德贵斯塔（Tequesta）部落，他们依赖丰富的海洋资源在这片岛屿上繁衍生息。1513年，西班牙探险家胡安·庞塞·德莱昂航行至此时，因其远观岛屿轮廓似受苦的人影，将其命名为“Los Martires”（意为殉道者）。而“Key”一词则源自西班牙语“cayo”，意指小岛，这一称呼沿用至今。17至18世纪，加勒比地区海盗的横行使得这个群岛成为海盗的避风港和藏身处，这些海盗以一些岛礁为基地偷袭哈瓦那等加勒比和墨西哥湾沿岸港口，但没有记录表明海盗将这个岛链作为财宝埋藏处。为了对付这些海盗，西班牙人多次组织舰队试图攻打岛链中的其他岛礁，并在自己控制的岛礁上修建堡垒。
18至19世纪，基韦斯特因地理位置优越而逐渐繁荣。它不仅是美国与古巴、巴哈马贸易的重要枢纽，也是新奥尔良商船航线的必经之地。由于附近海域暗礁密布，船只遇难频发，当地居民一度以打捞沉船货物为生，基韦斯特也因此成为当时佛罗里达最大的城镇。1763年结束的七年战争将西班牙在当地的统治终结，因为缺少资源和补给成本高昂，无法殖民的岛礁虽然被英国的殖民地划入，但却没有完全实际控制。英国取得佛罗里达半岛后也没有进行大规模开发，但却在岛礁上修复或建设堡垒来防范海盗，而此时基韦斯特的贸易仍然相当繁荣。
1783年的《巴黎条约》确认了美国的独立后，英国为了避免佛罗里达被美国夺取进而控制墨西哥湾，就将佛罗里达移交给了西班牙，但经历拿破仑战争期间被法国全面占领的西班牙也无力再开发新殖民地，加上美国的扩张主义的咄咄逼人，1819年西班牙将佛罗里达出售给美国，这个岛链才成为美国的一部分。

### 美国的统治
南北战争前，佛罗里达南部的沼泽地没有被人涉足，整个岛链依然是美国的名义上的领土，但美国人仅扩建了英国人留下的堡垒，比如干龟岛上的杰斐逊堡。南北战争前夕，佛罗里达因蓄奴派在总统选举中失势而加入邦联，也就导致邦联控制了整个岛链。1862年开始，为了让邦联迅速战败，北方需要打击邦联的出口贸易以切断南方的资金来源，北方海军开始对南方沿海进行封锁，期间与邦联军队在基韦斯特附近发生过冲突。
南北战争结束后，佛州南方在重建期间开始排干沼泽建设村镇和交通线，但这类建设大多集中在中北部，但岛链上开始建设灯塔并设置了驻守人员。此时岛链的补给依赖往来于坦帕和迈阿密等地的定期船，岛屿之间靠小艇相互联络。19世纪末期，为了减少沉船事故，美国政府修整了佛州南部的航道，这使得沉船事故大量减少，加上蒸汽船的续航能力得到提高，海难大幅减少，这座岛屿在19世纪末逐渐失去经济支柱，陷入萧条。

### 跨海鐵路
20世纪初，铁路大亨亨利·弗拉格勒决心改变礁岛群与世隔绝的状态，他推动建造了串连佛罗里达礁岛群的跨海铁路（Overseas Railway），将佛罗里达东海岸铁路延伸至基韦斯特。这项浩大工程在1906至1910年间多次遭遇飓风袭击，但最终于1912年完工，使群岛首次与大陆实现陆路连接。然而，这条铁路的辉煌并未持续太久。1935年劳动节，一场罕见的五级飓风以320公里/小时的狂风和5.3米高的风暴潮席卷上群岛，造成至少400人死亡，其中200多人是参与公路建设的一战退伍军人，因疏散不力而葬身风暴。这场灾难不仅终结了跨海铁路的营运，也促使美国政府加速改建跨海公路。
被飓风摧毁的铁路桥梁后来被改造成汽车道路，成为如今的跨海公路，即1号美国国道的南段。其中最著名的“七哩桥”（Seven Mile Bridge）全长约11公里，曾是全球最长的连续桥梁之一，连接中礁岛群与下礁岛群。老桥的一部分至今仍通往鸽子岛（Pigeon Key），这座小岛曾是佛罗里达东海岸铁路工人的居住地，如今成为历史遗迹。尽管老桥因年久失修而禁止车辆通行，但它仍是徒步和骑行的热门路线，见证着礁岛群的交通变革。

### 海螺共和國
1982年，美国边境巡逻队在1号国道上设立检查站，对所有离开基韦斯特的车辆进行检查，目的是防止非法移民进入美国本土。然而，这一举措导致长达17英里（约27公里）的交通堵塞，严重影响了依赖旅游业的基韦斯特经济。在多次無效的抱怨，以及在邁阿密的聯邦法庭中，取得撤消路障強制令的嘗試之舉失敗以後，基韦斯特市長丹尼斯·沃德婁及市議會于1982年4月23日宣布“独立”，成立微型国家“海螺共和国”，象征性地与美国“宣战”。在宣布脫離獨立的一分鐘後，身为“总统”的丹尼斯·沃德婁随即向基韦斯特海军航空站的一名军官“投降”并申请十億美元“外援”。这一幽默的政治抗议赢得了公众关注，也成为基韦斯特文化的一部分。此后，基韦斯特的旅游业逐渐回暖，并在1983年将著名的美国大陆最南端地标（Southernmost Point）由一个小型路标升级为更大、更坚固的混凝土纪念碑。这一标志至今仍是游客必访的景点之一。如今，每年4月23日，基韦斯特都会举办海螺共和国独立纪念日，吸引游客参与庆祝活动。

## 外部連結

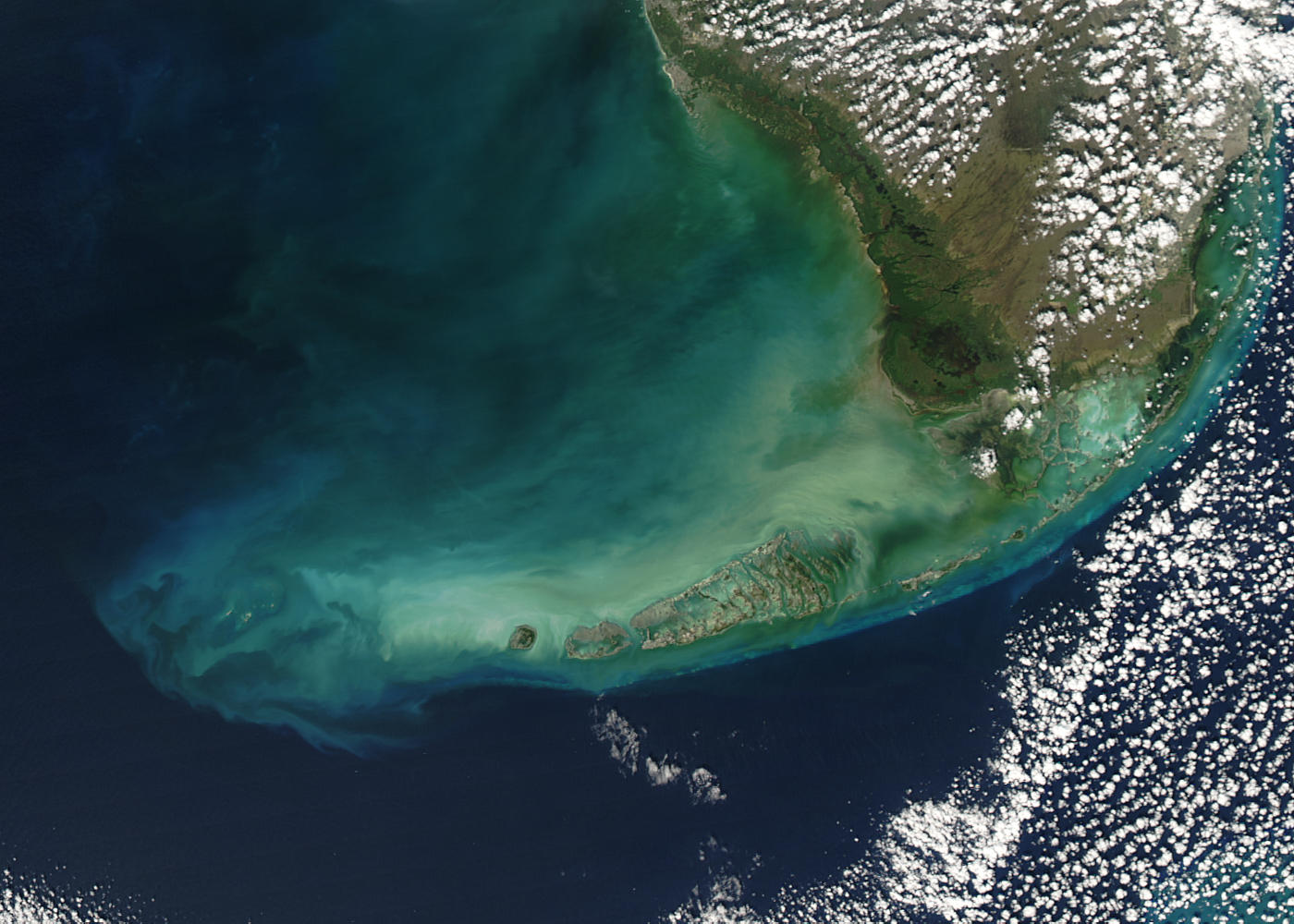
NASA衛星照片下的佛羅里達礁島群

- （英文）A Gazetteer of the Florida Keys （页面存档备份，存于）
- （英文）KEYS HISTOREUM （页面存档备份，存于）
- （英文）City of Key West
- （英文）History of the Conch Republic
- （英文）More about the Marquesas （页面存档备份，存于）
- （英文）National Park Service: Dry Tortugas（页面存档备份，存于）
- （英文）NOAA Marine Sanctuary
- （英文）Key West （页面存档备份，存于） Vacation and visitor information to the Southernmost City.
- （英文）Keysplants.com Florida Keys native plants and ecology